# Elecciones estatales de Guerrero de 2011
Las elecciones estatales de Guerrero de 2011 se realizaron el domingo 30 de enero de 2011, y en ellas fue elegido el siguiente cargo de elección en el estado de Guerrero:
- Gobernador de Guerrero. Titular del Poder Ejecutivo del estado, electo para un periodo extraordinario de cuatro años y seis meses, no reelegibles en ningún caso, el candidato electo fue Ángel Aguirre Rivero de la coalición Guerrero nos Une.[1]

## Candidatos

### Gubernatura
|  | 1.34 % |

|  | 42.69 % |

|  | 55.97 % |

## Elecciones internas de los partidos políticos

### Partido Acción Nacional
El 13 de septiembre de 2010 el comité ejecutivo nacional del PAN resolvió no unirse a la alianza Guerrero nos Une y participar de manera independiente en las elecciones, postulando como su candidato a Marcos Efrén Parra Gómez.
El 25 de enero de 2011 el candidato del PAN a la gubernatura de Guerrero, Marcos Efrén Parra Gómez anunció que declinaría a favor del candidato de la Alianza Guerrero Nos Une, Ángel Heladio Aguirre Rivero.

### Partido Revolucionario Institucional
El 23 de febrero de 2010 el exgobernador Rubén Figueroa Alcocer anunció su apoyo como candidato de unidad a la gubernatura de Héctor Vicario Castrejón. El 6 de agosto de 2010 la presidenta nacional del PRI, Beatriz Paredes Rangel, anunció la candidatura de unidad de Manuel Añorve Baños, en un acuerdo interno con los otros aspirantes a la candidatura, Héctor Astudillo Flores, Héctor Vicario Castrejón y Ángel Aguirre Rivero. Además de Añorve, se registraron también como precandidatos Maricela Ruiz Massieu y Sergio Maldonado Aguilar.
El 12 de septiembre del mismo año, la convención de delegados del PRI eligió formalmente a Manuel Añorve con su candidato a la gubernatura, protestando como tal ante ella, tras la previa declinación de las precandidaturas de Maricela Ruiz Massieu y Sergio Maldonado Aguilar.

### Partido de la Revolución Democrática
El 11 de julio de 2010 el PRD emitió su convocatoria para la elección de su candidato a la gubernatura, dicha convocatoria fue impugnada ante el Tribunal Electoral del Poder Judicial de la Federación por el senador David Jiménez Rumbo, el TEPJF le dio la razón el 4 de agosto, dando al PRD un plazo de 24 horas para reexpedirla; el 8 de agosto se registraron como precandidatos Armando Ríos Piter y David Jiménez Rumbo, seguidos el 9 de agosto de Lázaro Mazón Alonso, Cuauhtémoc Sandoval Ramírez y Alberto López Rosas.
El 15 de agosto el PRD aprobó constituir una coalición electoral con el Partido del Trabajo y Convergencia, quedando en posibilidad de incluir en la misma al Partido Acción Nacional, y a candidatos externos, entre los que estaría el priista exgobernador Ángel Aguirre Rivero, quien se manifestó interesado en dicha postulación, posibilidad que sin embargo fue rechazada por el precandidato Armando Ríos Piter y sus seguidores; el 25 de agosto el comité ejecutivo nacional del PRD aceptó a Ángel Aguirre Rivero como precandidato a la gubernatura, junto a los ya previamente registrados.
El 26 de agosto Aguirre renunció oficialmente a su militancia en el PRI, y el 29 de agosto el PRD junto al PT y Convergencia presentó formalmente a Ángel Aguirre Rivero como precandidato a la gubernatura, conformando la coalición Guerrero nos Une. Finalmente el 5 de septiembre el consejo político estatal del PRD eligió formalmente a Ángel Aguirre Rivero como su candidato a la gubernatua, tomando protesta como tal en el mismo acto.
|  | 28.5 % |

|  | 20.3 % |

|  | 12.0 % |

|  | 9.5 % |

### Partido del Trabajo
El 25 de agosto el PT, en conjunto con los partidos integrantes del Diálogo por la Reconstrucción de México (DIA), anunció que aceptaba la precandidatura de Ángel Aguirre Rivero, confirmándose su candidatura el 29 de agosto.

### Convergencia
El 25 de agosto, Convergencia, en conjunto con el PRD y el PT que integran el Diálogo por la Reconstrucción de México (DIA), anunció que aceptaba la precandidatura de Ángel Aguirre Rivero, confirmándose su candidatura el 29 de agosto.

## Encuestas
| Encuestadora                           | Fuente | Fecha                    | Efrén | Añorve | Aguirre | NS/NC  |
| -------------------------------------- | ------ | ------------------------ | ----- | ------ | ------- | ------ |
| Plantemiento General y Metodología     | [ 23 ] | 18 de septiembre de 2010 | 5.11% | 36.78% | 31.45%  | 21.48% |
| DPM Consulting                         | [ 24 ] | 30 de noviembre de 2010  | 4.7%  | 30.9%  | 43.4%   | 21%    |
| Universidad Hipócrates                 | [ 25 ] | 22 de diciembre de 2010  | 4.8%  | 22.3%  | 30.9%   | 41.9%  |
| El Universal                           | [ 26 ] | 13 de enero de 2011      | 4%    | 45%    | 51%     |        |
| El Universal                           | [ 27 ] | 24 de enero de 2011      | 7%    | 43%    | 50%     |        |
| Opiniones                              | [ 28 ] | 28 de enero de 2011      | 0%    | 42.42% | 57.58%  |        |
| Mitofsky Encuesta de salida            | [ 29 ] | 30 de enero de 2011      | 1.7%  | 42.9%  | 55.4%   |        |
| PARAMETRÍA SA de CV Encuesta de salida | [ 30 ] | 30 de enero de 2011      | 5%    | 43%    | 52%     |        |
| PREP                                   | [ 31 ] | 30 de enero de 2011      | 1.34% | 42.74% | 55.92%  |        |